# ویکی‌سفر هلندی
ویکی‌سفر هلندی نسخهٔ زبان هلندی وب‌گاه ویکی‌سفر است؛ که در تاریخ ۲۹ سپتامبر ۲۰۱۲ ایجاد گردید.

## تاریخچه
نسخه زبان هلندی ویکی‌سفر هم اکنون، با بیش از ۳۶۱۳ راهنمای سفر، در ردهٔ هشتم ویکی‌سفرها قرار دارد.